# Serrat del Cupot (Pinell de Solsonès)
El Serrat del Cupot és una serra situada al municipi de Pinell de Solsonès (Solsonès), amb una elevació màxima de 710,9 metres.